# Factor d'escala
Els factors d'escala d'un sistema de coordenades ortogonals sobre l'espai euclidià són les funcions que caracteritzen el tensor mètric expressat en aquestes coordenades. Les línies coordenades d'un sistema de coordenades en l'espai euclidià tridimensional són aquelles que s'obtenen partint d'un punt donat, de coordenades {\displaystyle (q_{1},q_{2},q_{3})\,}, variant d'aquestes i mantenint fixes les altres dues. Un sistema de coordenades es diu ortogonal  si les línies coordenades són ortogonals en cada punt. Les coordenades cartesianes, les cilíndriques i les esfèriques, són exemples de coordenades ortogonals.
Donat un conjunt de coordenades sobre l'espai euclidià les línies coordenades es tallen en angle recte, pot construir-se una base vectorial ortonormal en cada punt, a partir dels vectors tangents a cada línia coordenada. En l'obtenció d'aquests vectors es defineixen unes quantitats, anomenades factors d'escala, que apareixen freqüentment en les fórmules del càlcul vectorial. Prenent els vectors tangents a cada línia en un punt, obtenim tres vectors ortogonals entre si, però no necessàriament unitaris:

{\displaystyle {\vec {e}}_{i}={\frac {\partial {\vec {r}}}{\partial q_{i}}}}

Per obtenir un sistema ortonormal, dividim cada vector pel seu mòdul

{\displaystyle h_{i}(q_{1},q_{2},q_{3})=\|{\vec {e}}_{i}\|=\left\|{\frac {\partial {\vec {r}}}{\partial q_{i}}}\right\|}

Les quantitats {\displaystyle h_{i}\,} són els anomenats factors d'escala. El seu nom prové del fet que donen la proporció entre el que varia una coordenada i el desplaçament que produeix aquesta variació. De fet el tensor mètric  g  ij   de l'espai euclidià expressat en aquest sistema de coordenades:

{\displaystyle [g_{ij}]={\begin{bmatrix}h_{1}^{2}&0&0\\0&h_{2}^{2}&0\\0&0&h_{3}^{2}\end{bmatrix}}}

Cal recordar que l'espai euclidià, en el qual hi ha una funció per mesurar distàncies i longituds de corbes, té l'estructura de varietat de Riemann gràcies a l'existència d'aquest tensor mètric. Gràcies a aquesta relació entre els factors d'escala i el tensor mètric, aquestes magnituds apareixen en multitud d'expressions de càlcul vectorial. Així, un "desplaçament infinitesimal" s'escriu:

{\displaystyle d{\vec {r}}=h_{1}\,dq_{1}\,{\hat {q}}_{1}+h_{2}\,dq_{2}\,{\hat {q}}_{2}+h_{3}\,dq_{3}\,{\hat {q}}_{3}}

La 3-forma element de volum, a partir de la qual es construeix l'anomenat "element de volum diferencial" ve donat en coordenades curvilínies per:

{\displaystyle {\begin{cases}\eta _{V}=(h_{1}\,h_{2}\,h_{3})\ dq_{1}\land dq_{2}\land dq_{3}\\dV=(h_{1}\,h_{2}\,h_{3})\ dq_{1}dq_{2}dq_{3}\end{cases}}}

També apareixen en les expressions en coordenades curvilínies del gradient, la divergència i el rotacional.

## Coordenades esfèriques i cilíndriques
Aplicant el càlcul dels factors d'escala a les coordenades cartesianes s'obté:

{\displaystyle h_{x}=1,\qquad h_{y}=1,\qquad h_{z}=1}

A coordenades cilíndriques:

{\displaystyle h_{\rho }=1\qquad h_{\varphi }=\rho \qquad h_{z}=1}

i en coordenades esfèriques:

{\displaystyle h_{r}=1,\qquad h_{\theta }=r,\qquad h_{\varphi }=r\,{\rm {sin}}\theta }